# Келдыш, Людмила Всеволодовна
Людми́ла Все́володовна Ке́лдыш (27 февраля [12 марта] 1904, Оренбург — 16 февраля 1976, Москва) — советский математик, доктор физико-математических наук (1941), профессор (1964).

## Биография
Окончила физико-математический факультет Московского университета (1926). Работала в Московском авиационном институте (1930—1934) и в МИАН АН СССР (с 1934 года). Крупный специалист в области теории функций действительного переменного и теоретико-множественной топологии. Основные труды по В-множествам (множествам, которые можно получать, исходя из замкнутых и открытых множеств с помощью операций объединения и пересечения в применении к конечному или счётному числу множеств), дескриптивной теории множеств и топологии.
Награждена орденом Трудового Красного Знамени. В августе 2004 года в Москве (МИАН) прошла международная конференция «Геометрическая топология, дискретная геометрия и теория множеств», посвящённая столетию со дня рождения Л. В. Келдыш. Похоронена на Новодевичьем кладбище (участок № 7) .

## Семья
Л. В. Келдыш — сестра М. В. Келдыша (одна из семи детей генерал-майора Всеволода Михайловича Келдыша). Муж — математик П. С. Новиков (с 1934). Выдающиеся способности к точным наукам унаследовали её сыновья, старший (добрачный, с физиком В. Л. Грановским) — Леонид Вениаминович Келдыш, младший — Сергей Петрович Новиков и средний — Андрей, бывший доцентом Московского физико-технического института. В семье их были ещё две дочери: Нина и Елена.